# Girl from the North Country
Girl from the North Country är en låt skriven och lanserad av Bob Dylan på albumet The Freewheelin' Bob Dylan 1963. Dylan återupptog låten i en duett med Johnny Cash 1969 som togs med på countryalbumet Nashville Skyline. Den finns även med på livealbumen Real Live och The 30th Anniversary Concert Celebration.
Dylan skrev denna låt i slutet av 1962 under sin första resa till Storbritannien och den antas inspirerad av gamla brittiska folkvisor. Texten är en reflektion över en kvinna som sångaren har haft ett förhållande med. Låten har blivit en av Dylans populärare och spelats in av en stor mängd artister. Några som spelat in en version är Joe Cocker (Mad Dogs & Englishmen 1970), Rod Stewart (Smiler 1974), och Sting (hyllningsalbumet Chimes of Freedom 2012).  Johnny Cashs dotter Rosanne Cash framförde låten i TV-programmet Skavlan i november 2009. Enligt henne fanns låten med på en lista hon fått av sin far med "100 definitiva countrysånger".